# 히노 메이시
히노 메이시(일본어: 日野 名子 ひの めいし[*], 엔쿄 2년 (1310년)? - 엔분 3년 2월 23일 (1358년 4월 10일))는 가마쿠라 시대 말기부터 난보쿠초 시대에 걸쳐 살은 뇨보이다. 고곤 천황의 텐지이다. 이름은 "스케코(資子)"라고도 한다. 통칭 "타케무키(竹むき)"이다. 아버지는 히노 스케나, 남편은 사이온지 킨무네이다. 일기 『타케무키가기(竹むきが記)』의 저자로도 알려졌다.

## 약력
아버지는 히노 스케나, 어머니는 정실 히노 요리노부의 딸로 추측된다. 처음 (시기 미상) 고후시미인의 뇨보로 출사했다. 겐코 원년 (1331년), 고곤 천황  계승 시에 텐지에 임명되었고, 겐코 2년 (1332년), 즉위의 켄쵸 텐지를 지냈으며, 종3위에 올랐다. 
이듬해, 사이온지 킨무네와 결혼했다. 겐무 2년 (1335년), 남편이 겐무 정권에 대한 모반을 기도했다는 이유로 형을 받아 죽었지만, 이 사건과 그 전후의 일은 일기 『타케무키가기(竹むきが記)』에는 기록되어 있지 않다. 그 후, 장남 사이온지 사네토시를 낳았다. 랴쿠오 3년 (1340년), 키타야마제로 옮겼다. 그 후, 메이시는 이와야마, 카모샤, 이와시미즈, 카스가샤, 하츠세 등에 참배하고, 그것들은 『타케무키가기(竹むきが記)』에 적었다.
조와 3년 (1347년), 연래의 숙원이었던 십일면 관음상을 조립, 삼신당 (사이온지 내지불당)에서 공양을 올렸다. 엔분 3년 (1358년) 2월 23일에 사망했다.

## 일기 『타케무키가기』
메이시의 일기 『타케무키가기(竹むきが記)』는 겐토쿠 원년 (1329년) 12월 28일, 동궁 원복의 기술부터 기필되었으며, 조와 5년 (1349년) 고곤인ㆍ고코곤인의 북산제행행, 같은 해의 꽃놀이 기사까지 쓰여져, 마지막 전편의 발가 2수가 쓰여져 있다. 내용은 궁중 행사 기록, 물예와 불사, 남편과의 주고받은 것들, 자녀 육아 기록 등이다.
고죠 사에코는 저작 『타케무키가기 연구(竹むきが記 研究)』에서 "기록하는 것을 강하게 의식하여 쓰여졌다"라고 말하고 있고, 또 삽입되어 있는 영가는 쿄고쿠파의 와카가 눈에 띄는 점에서 메이시의 교양기반이 쿄고쿠파의 와카에 의해 형성되었다고 고찰하고 있다.
고에이부터 조와 연간에 걸쳐서, 스스로의 불도 수행의 지향도 산견되어, 이와사 미요코는 『타케무키가기 전주석(竹むきが記 全注釈)』의 해제에, 메이시의 신앙 고백에 대해 "두드러지게 이상적, 자성적"이라고 말했다.